# 勒比松 (马恩省)
勒伊松（法語：Le Buisson，法語發音：[lə bɥisɔ̃]）是法国马恩省的一个市镇，属于维特里勒弗朗索瓦区。

## 地理
勒比松（48°45'41"N, 4°45'2"E）面积6.77 平方千米，位于法国大東部大區马恩省，该省份为法国东北部内陆省份，北起阿登省，西北接埃纳省，西南接塞纳-马恩省，南至奥布省，东南接上马恩省，东临默兹省。
与勒比松接壤的市镇（或旧市镇、城区）包括：索河畔比尼库尔、布莱姆、埃尔斯莱韦克、蓬蒂永。

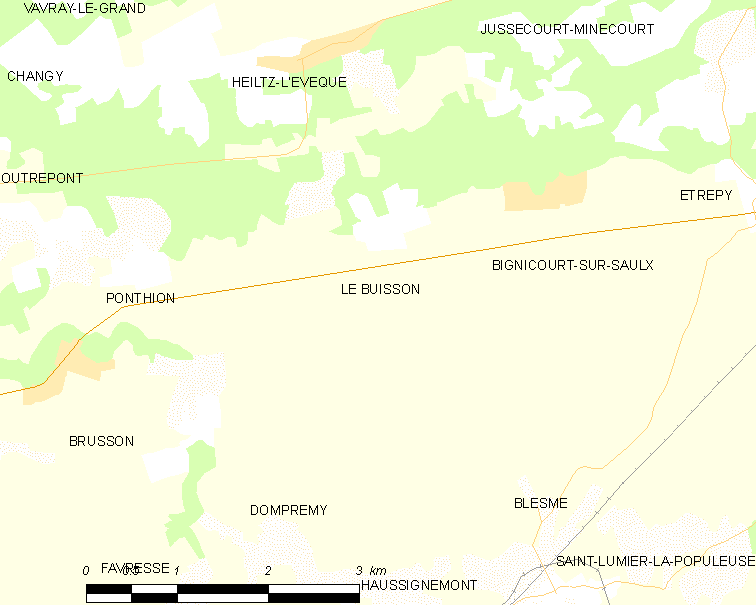
的OSM定位图

勒比松的时区为UTC+01:00、UTC+02:00（夏令时）。

## 行政
勒比松的邮政编码为51300，INSEE市镇编码为51095。

## 政治
勒比松所属的省级选区为塞迈兹莱班县。

## 人口

1962-2008年间人口变化图示

勒比松于2022年1月1日时的人口数量为84人。